# Liste des animaux de la Terre du Milieu
De nombreux animaux apparaissent dans les écrits de J. R. R. Tolkien concernant la Terre du Milieu.
- Haut – A
- B
- C
- D
- E
- F
- G
- H
- I
- J
- K
- L
- M
- N
- O
- P
- Q
- R
- S
- T
- U
- V
- W
- X
- Y
- Z

## A
- Arachne (Arachne dans la première traduction, Shelob en anglais) est une araignée géante.
- Araignées géantes : araignées géantes et intelligentes descendantes d’Ungoliant et habitant la Forêt Noire. Bilbon Sacquet les combat dans Le Hobbit.
- Arpenteur (Strider en anglais, Grand-Pas dans la première traduction) est le nom que Frodon donne au poney avec lequel il retourne en Comté depuis la cité de Minas Tirith après la Guerre de l'Anneau puis qui le mène aux Havres Gris. Il est nommé ainsi en hommage à Aragorn.
- Ancalagon dit le Noir est un dragon.
- Anfauglir : voir Carcharoth.
- Arod (« rapide, prompt, alerte » en vieil anglais[1]) est un cheval à la robe grise qui appartient à un soldat inconnu faisant partie de l’éored d’Éomer. Son maître est tué lors de l’assaut de l’éored contre les Uruk-hai qui détiennent captifs Merry et Pippin. Lorsqu’Éomer rencontre Aragorn, Legolas et Gimli, il offre ce cheval à Legolas. Il abandonne son nouveau cavalier quand ce dernier décide d’emprunter la route du chemin des morts à Dunharrow. Dans la trilogie de Peter Jackson, Éomer donne ce cheval à Aragorn. Dans la VF, Arod retrouve Aragorn qui est tombé de la falaise au lieu de Brégo. Il quitte le film lorsqu’il abandonne Aragorn lorsque ce dernier décide d’emprunter la route du Chemin des Morts.
- Arroch est le cheval de Húrin, roi de Dor-lómin.
- Asfaloth est le cheval de l'Elfe Glorfindel, et il est dit être l'un des plus rapides de la Terre du Milieu.

## B
- Bill est un poney acheté à Brie par Frodon Sacquet à Bill Fougeard. Il est alors en piteux état, maltraité et affamé par son ancien propriétaire, mais il reprend des forces sous les soins de Sam Gamegie. Bill porte Frodon jusqu'à Fendeval, puis sert de bête de somme pour la Fraternité de l'Anneau. Il est libéré devant les portes de Moria par Aragorn, et rentre seul à Brie, où les Hobbits le retrouvent en rentrant chez eux.

## C
- Carcharoth est le plus grand des loups-garous.

## D
- Draugluin est un loup-garou.

## F
- Felaróf est le cheval d'Eorl le Jeune, premier roi du Rohan. Après avoir tué Léod, père d'Eorl, qui tentait de le dresser, le cheval se laisse monter pour prix du sang par Eorl et le suit en toutes circonstances, pour ne mourir qu'en même temps que son maître, lors de la bataille du Plateau, en l'an 2545 du Troisième Âge. Il est blanc, intelligent, doté d'une longue vie et comprend le langage humain Il est l'ancêtre des Mearas tels que Scadufax. Son nom signifie « très puissant » en vieil anglais : de fela « très, beaucoup » + róf « vaillant, fort »[2].
- Fyrfot Pied-de-Feu (Firefoot en anglais, Piedardent dans la première traduction) est le cheval d'Éomer.

## G
- Glaurung est un dragon.
- Grand-Pas : première traduction d'Arpenteur.
- Gripoil : nom de Scadufax dans la traduction de Francis Ledoux.
- Gros Nigaud (Fatty Lumpkin en anglais, Gros Balourd dans la première traduction) est le poney de Tom Bombadil mais aussi son « ami à quatre pattes ». Monté rarement par son maître, il se balade librement. Il retrouve par deux fois les poneys de Merry.
- Gwaihir est un Aigle.

## H
- Hasufel (du vieil anglais  hasu, « gris, cendré » et  fel « peau, cuir »[1]) est un cheval à la robe grise plus foncé qu'Arod, qui appartient à Gárulf, un soldat faisant partie de l’éored d’Éomer. Son maître est tué lors de l’assaut de l’éored contre les Uruk-hai qui détiennent captifs Merry et Pippin. Lorsqu’Éomer rencontre Aragorn, Legolas et Gimli, il offre ce cheval à Aragorn qui le monte jusqu’à ce que la Compagnie Grise lui amène son propre cheval, Roheryn, pour rejoindre Minas Tirith. Dans la trilogie de Peter Jackson, Éomer donne ce cheval à Legolas. Il quitte le film lorsqu’il abandonne son nouveau cavalier quand ce dernier décide d’emprunter la route du Chemin des Morts.
- Huan est un chien de chasse qui fut offert à Celegorm par Oromë.

## L
- Landroval est un Aigle.

## M
- Meneldor est un Aigle.

## N
- Nahar est le cheval d'Oromë. Il est décrit blanc sous le soleil et argent étincelant sous la lune[3]. C'est lui qui fit découvrir à Oromë les elfes durant l'une de ses chasses en poussant un fort hennissement et s'arrêtant net, sentant leurs présence[4]. L'essai Quendi and Eldar indique que le nom de Nahar correspond au valarin næχærra, cité par le sage Rúmil. Selon Pengolodh, Oromë déclara aux Quendi que son cheval portait ce nom en référence à son hennissement[5].
- Nivacrin : ancienne traduction de Snawmana.

## P
- Piedléger (Lightfoot en anglais) est un des Meara, le père de Nivacrin, le destrier de Théoden.
- Piedardent : ancienne traduction de Fyrfot.

## R
- Roäc fils de Carc, né en 2788 du Troisième Âge, est un corbeau parlant apparaissant dans Le Hobbit. À l’époque de la quête d’Erebor dirigée par Thorin Lécudechesne, Roäc est le chef des grands corbeaux du Mont Solitaire même s’il est indiqué qu’il était âgé : « un vieil oiseau tout décrépit. Presque aveugle, il pouvait à peine voler, et le sommet de sa tête était complètement dégarni. C’était un vieux corbeau de taille imposante[6] ». C’est grâce à son aide que Thorin et son groupe ont pu rassembler des informations et communiquer avec Dáin II avant la bataille des Cinq Armées.
- Rochallor est le grand cheval de Fingolfin, seigneur des Noldor. Il apparaît dans Le Silmarillion[7], alors que son maître, croyant voir arriver la fin et la ruine des Noldor et de leurs Maisons, le monte une dernière fois dans l'intention de frapper aux portes d'Angband pour défier Morgoth et y perdre la vie.
- Roheryn est le fier cheval d'Aragorn, fils d'Arathorn et prétendant à la couronne du Gondor. Il lui a été offert par Arwen. Durant la Guerre de l'Anneau il fut amené à son maître par la Compagnie Grise alors que ce dernier se trouvait en Rohan pour rejoindre Minas Tirith. Il n’hésita pas à le suivre dans les profondes cavernes des morts à Dunhart et aux violents combats qui se déroulaient aux Champs du Pelennor. Aucune source ne permet de préciser les caractéristiques attenantes à ce cheval, si ce n'est qu'il n'est sûrement pas l'un des Mearas.

## S
- Scadufax Cheveux d'Ombre (en version originale Shadowfax, dans la première traduction Gripoil) est un cheval, et le chef des Mearas, les descendants de Felaróf. Comme certains d'entre eux, il est de couleur grise ou argentée, et comprend le langage humain. Il semble également insensible à la peur, et court plus vite qu'aucun autre cheval. Nul homme ne parvient à le monter, mais en 3018 T. Â., il est dompté par Gandalf, qui l'a choisi parmi les chevaux de Théoden de Rohan, à la grande colère de ce dernier, les Mearas étant les montures des rois du Rohan et de leurs héritiers. Il se laisse monter sans bride ni selle par Gandalf et porte ce dernier par choix, il peut aussi distancer les montures des Nazgûl. À la fin du Troisième Âge, il embarque avec Gandalf à destination du Valinor. Le nom original de Scadufax, Shadowfax, est une forme anglicisée du vieil anglais Sceadu-fæx « qui possède une crinière (et une robe) d'un gris ombreux ». Dans ses notes à l'intention des traducteurs du Seigneur des anneaux, Tolkien suggère de rendre ce nom par une forme simplifiée Scadufax dans les langues non-germaniques, mais de le traduire en accord avec son sens dans les langues germaniques[8]. La figure de Scadufax pourrait être inspirée de Sleipnir monture du dieu Odin, en effet, ils partagent la même couleur de robe grise, et Scadufax apparaît plus volontiers durant la nuit, enveloppé de brouillard. La fonction de monture chamanique semble également la même, Scadufax est le chef des Mearas, le « roi de tous les chevaux », il semble immunisé à la terreur et ne pas craindre de se confronter aux montures des Nazgûl. Sleipnir est le « meilleur de tous les chevaux », il est capable de descendre dans la région des enfers avec son cavalier. De plus, dans les passages où il est mentionné, Scadufax semble glisser sur l'herbe comme sur le vent, ce qui rejoint le nom de Sleipnir en vieux norrois, « le glissant » ou « le planeur », étymologie dont Tolkien devait avoir connaissance[9].
- Scatha est un dragon.
- Snawmana Crins-de-Neige (Snowmane en anglais, Nivacrin dans la première traduction) est un cheval blanc, un des Meara. Le roi Théoden de Rohan le monte durant la guerre de l'Anneau. Lors de la bataille des Champs du Pelennor, Snawmana est mortellement blessé par la monture ailée du Roi-Sorcier d'Angmar et s'écroule en écrasant son cavalier, qui périt. Plus tard, un tertre est érigé à l'endroit où il tomba, sur lequel on inscrit dans les langues du Gondor et de la Marche :

Faithful servant yet master's bane,
Lightfoot's foal, swift Snowmane.
Fidèle serviteur et pourtant de son maître le funeste destin,
Fils de Piedléger, le rapide Nivacrin. (traduction de Francis Ledoux)
- Smaug est un dragon, principale menace dans le roman Le Hobbit.
- Stybba est un poney de Rohan prêté par le roi Théoden à Meriadoc Brandibouc. Son nom dérive du vieil anglais stybb « souche, chicot », qui a donné l'anglais stub[10].

## T
- Thorondor est le Seigneur des Aigles.

## W
- Windfola est la monture d'Éowyn, un grand cheval gris sur laquelle elle part combattre sous le déguisement de Dernhelm. Son nom provient du vieil anglais et signifie, de manière assez transparente, « poulain du vent » (Wind-foal)[11].